# Edsbruk
Edsbruk es una localidad situada en el municipio de Västervik, provincia de Kalmar, Suecia, con una cifra aproximada de habitantes, para 2010, de 300.
Originalmente la comunidad se llamó Ed. En 1670 Abraham Parment establecido un herrería allí, Eds Bruk, la cual permitió emplear un número importante de habitantes. Cuándo se logró establecer el servicio postal, la oficina de correo rebautizó el lugar como Edsbruk con la intención de evitar confusiones con otro lugar también llamado Ed. La herrería cerró durante la crisis económica de finales del siglo XIX y esta fue reemplazado por una planta de celulosa fundada por Alfred de Maré. Esta, sin embargo, cerró en 1992.